# Araldica irlandese

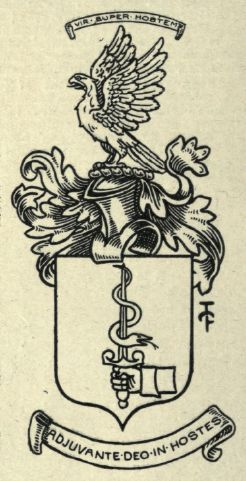
Le armi irlandesi sono tipicamente formate da cimiero, elmo e svolazzi sopra lo scudo, una pratica non universale in araldica. Questo scudo appartiene ai O'Donovan.

L'araldica irlandese consiste negli stemmi in Irlanda. È regolata dal Chief Herald of Ireland ("Capo Araldo d'Irlanda") nella Repubblica d'Irlanda e dal Norroy and Ulster King of Arms ("Re d'Armi dell'Ulster e del Norroy") in Irlanda del Nord.

## Terminologia
In inglese, la descrizione degli stemmi (blasonatura) viene effettuata in un gergo specializzato che usa termini derivanti dal francese. In gaelico, invece, la descrizione degli stemmi viene effettuata in un linguaggio, pur rimanendo formale e differente dalla lingua parlata, meno difficile rispetto all'inglese. Comunque la terminologia della tradizione araldica irlandese è specializzata.
| Smalti    | Metalli   | Metalli           | Colori  | Colori | Colori | Colori  | Colori | Pellicce  | Pellicce |
| --------- | --------- | ----------------- | ------- | ------ | ------ | ------- | ------ | --------- | -------- |
| Esempi    |           |                   |         |        |        |         |        |           |          |
| Italiano  | Oro       | Argento           | Azzurro | Rosso  | Verde  | Porpora | Nero   | Ermellino | Vaio     |
| Irlandese | Ór (órga) | Airgead (airgidí) | Gorm    | Dearg  | Uaine  | Corcra  | Dubh   | Eirmín    | Véir     |

| Pezze Ríphíosaí |       |         |         |                     |            |             |
| Italiano        | Capo  | Palo    | Fascia  | Banda               | Sbarra     | Scaglione   |
| Irlandese       | Barr  | Cuaille | Balc    | Bandán              | Clébhandán | Rachtán     |
| Pezze Ríphíosaí |       |         |         |                     |            |             |
| Italiano        | Croce | Decusse | Pergola | Pergola rovesciata  | Pila       | Bordura     |
| Irlandese       | Cros  | Sailtír | Gabhal  | Gabhal aisiompaithe | Ding       | Imeallbhord |

| Partizioni |          |           |            |                  |                                  |
| Italiano   | Troncato | Partito   | Tagliato   | Inquartato       | Inquartato con cuore o scudetto  |
| Irlandese  | Gearrtha | Deighilte | Cléroinnte | Ceathair-roinnte | Ceathair-roinnte móide lársciath |

| Linee di contorno |          |         |         |            |           |            |                       |           |
| Italiano          | Ondato   | Dentato | Spinato | Cannellato | Innestato | Merlato    | Innestato ad incastro | Ramponato |
| Irlandese         | Camógach | Eangach | Clasach | Dronnógach | Néállach  | Táibhleach | Déadach               | Cathógach |

## Ufficio del Capo Araldo d'Irlanda
L'ufficio del Capo Araldo d'Irlanda, talvolta chiamato incorrettamente Ufficio delle Armi, è, nella Repubblica d'Irlanda, l'autorità su tutte le questioni araldiche riguardanti l'Irlanda ed ha sede nella Libreria Nazionale d'Irlanda. L'ufficio fu costituito il 1º aprile 1943, sostituendo l'Ulster King of Arms, incarico risalente al 1552.
Ha giurisdizione sopra:
- tutti i cittadini irlandesi, uomini e donne;
- persone che normalmente vivono in Irlanda;
- persone che vivono all'estero ma che hanno prova di origini irlandesi sia in linea materna che paterna;
- persone strettamente legate all'Irlanda;
- corporazioni in Irlanda e corporazioni estere strettamente legate all'Irlanda con sede in paesi senza autorità araldica.

## Stemma dell'Irlanda
Lo stemma dell'Irlanda è blasonato come su azzurro, una arpa oro cordata d'argento. L'arpa, ed in particolare l'arpa celtica, è stata a lungo emblema araldico dell'Irlanda. Mentre appare sullo stemma ufficialmente registrato come stemma nazionale della Repubblica d'Irlanda il 9 novembre 1945, l'arpa è riconosciuta come simbolo dell'Irlanda sin dal XII secolo.